# Risc atribuïble
El risc atribuïble d'una població és la reducció en incidència que s'observaria si la població estava no, comparada amb el patró d'exposició present. El risc atribuïble (RA) d'una malaltia donada una exposició és simplement la proporció de la malaltia (incidència) en la gent exposada menys la proporció en la gent no exposada. Així el risc atribuïble perquè el càncer de pulmó en fumadors és, en essència, simplement la proporció de càncer de pulmons entre fumadors menys la proporció de càncer de pulmons entre no fumadors. De fet el RA mostra quina proporció de la malaltia en temes exposats és a causa d'exposició. També freqüentment un s'envia a això com la "diferència de risc" en tractar amb dades de risc o "diferència de proporció" amb proporció o dades d'hora de persones.
El 1953, Levin fou el primer que proposà el concepte de risc atribuïble poblacional (RAP). Tanmateix, el RAP es refereix a una família de conceptes, no a un sol tipus de factor. Greenland i Robins distingiren entre la fracció sobrant i la fracció etiològica el 1988. La fracció etiològica és la proporció dels casos que l'exposició havia tingut un paper causal en el seu desenvolupament. La fracció sobrant, tanmateix, és la proporció dels casos que ocorre entre població exposada que és l'excés en comparació amb els no exposats. Tots els casos sobrants són casos etiològics, però no viceversa. Des del punt de vista tant de dret com de biologia és important mesurar la fracció etiològica. En la majoria dels estudis epidemiològics, el RAP mesura només la fracció sobrant, sovint més petit que la fracció etiològica.
La fracció atribuïble poblacional pot servir de guia per al legislador polític en planificació sanitària i intervencions de salut pública. Fracció atribuïble de població (FAP), la proporció de risc atribuïble poblacional i el percentatge de risc atribuïble poblacional són sinònims de RAP .
És fàcil imaginar-se com caurien el nombre casos de càncer de pulmó a en una comunitat si es pogués retirar tot el radó. Aquesta disminució és el risc atribuïble de població per al càncer de pulmons degut al radó. Evidentment avui en dia realitzar aquesta acció és impracticable 
RAP combinat: El RAP per a una combinació de factors de risc és la proporció de la malaltia que es pot atribuir a qualsevol dels factors de risc estudiats. El RAP combinat és normalment més baix del que la suma de RAPs individuals des d'un cas malalt pot alhora ser atribuït a més d'un factor de risc i així ser comptat dues vegades.
Quan no hi ha cap interacció multiplicativa (cap sortida de balança multiplicativa), el RAP combinat es calcula amb aquesta fórmula:
RAP combinat = 1 – Σ(1–RAP 1)*(1–RAP ₂)*(1–RAP ₃)*…